# Catedral de Aosta
La catedral de la Asunción de Aosta (en francés: Cathédrale Notre-Dame-de-l'Assomption, en italiano: Cattedrale di Santa Maria Assunta) es un templo católico, sede de la Diócesis de Aosta. Está situado en la plaza Juan XXIII de la ciudad de Aosta (Valle de Aosta, Italia).

## Historia

### Orígenes e iglesia “anselmiana”
El origen de la catedral de Aosta se remonta a las fases iniciales de difusión del cristianismo en el Valle de Aosta: ya hacia fines del siglo IV, existía -en el lugar que hoy ocupa la catedral, como se ha podido comprobar por medio de excavaciones arqueológicas- una Domus Ecclesiae de considerables proporciones (con una nave de 40 metros de largo).
El templo fue completamente reconstruida durante el siglo XI, probablemente por decisión de Anselmo que fue obispo de Aosta entre el 994 y el 1025 (no se ha de confundir este Anselmo con Anselmo de Canterbury que nació en Aosta en el año 1033). El complejo arquitectónico de estilo románico, debía constar de dos edificios: una iglesia parroquial de una nave única, dedicada a san Juan Bautista y la catedral, dedicada a Santa María, con tres naves que terminaban en ábsides semicirculares, todavía visibles.
La nave central estaba llena de frescos hacia la mitad del siglo XI: quedan los que se conservan en el subtecho. Al mismo período pertenece la cripta románica situada bajo el presbiterio.

### Del sigloXIIalXIV
En los tres siglos sucesivos la catedral recibió diversas transformaciones y embellecimientos: del siglo XV son los vitrales y desde el siglo XII son los mosaicos.

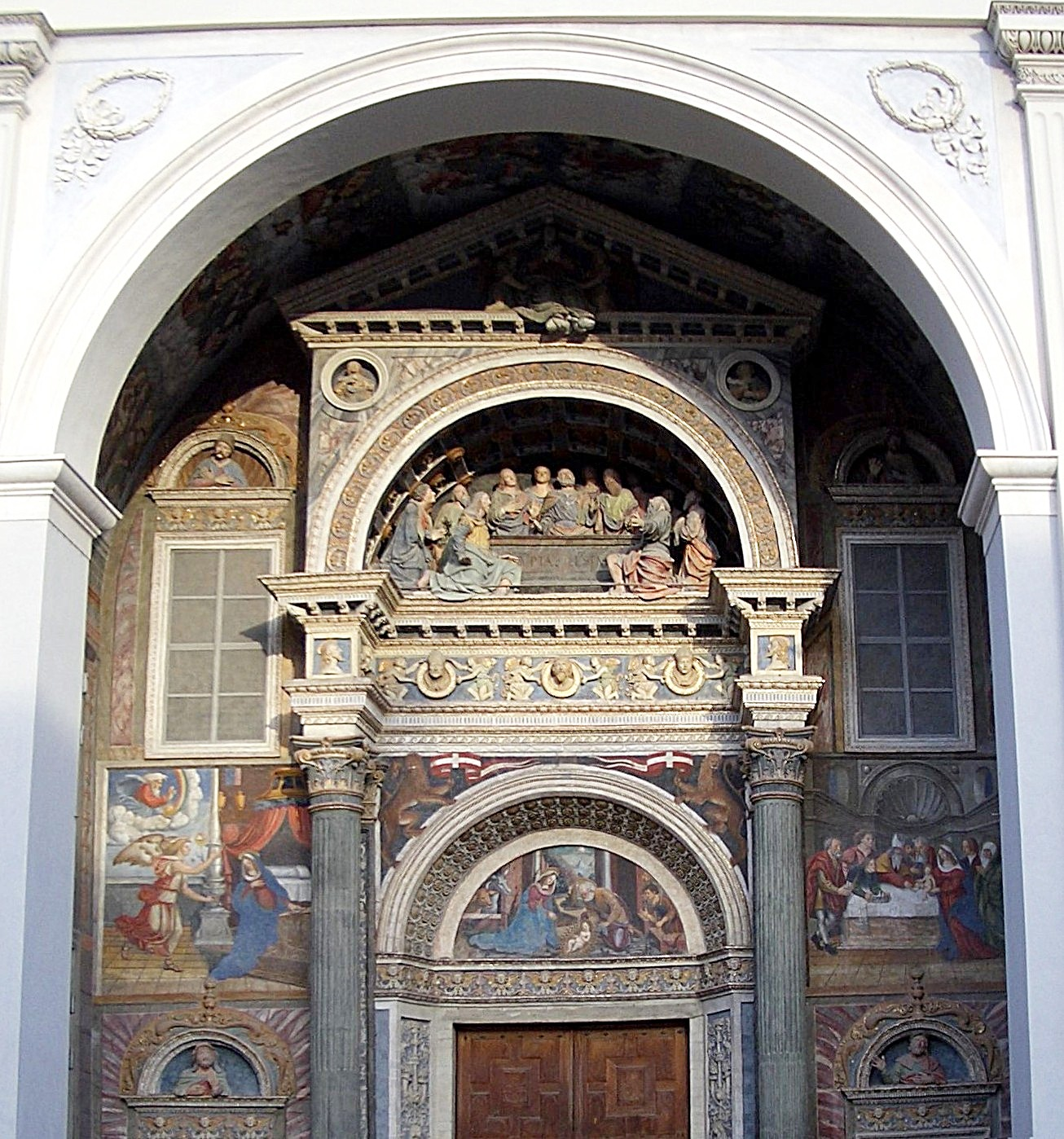
El portal.

### Las transformaciones entre fines delsigloXVe inicios delXVI
A los obispos de este período y al archidiácono Georges de Challant se deben las transformaciones que sufrió la catedral en este período que llevaron a asumir un aspecto bastante similar al actual.
Se construyeron las bóvedas de crucería que sustituyeron la copertura original de cerchas. Algunos artistas transalpinos abrieron sus talleres en Aosta para continuar los trabajos de embellecimiento. Entre 1522 y 1526 se rehízo la fachada, en estilo renacimental, se decoró el pórtico con frescos y estucos.

### Intervenciones posteriores
En los siglos sucesivos se han dado algunas intervenciones circunscritas: arreglos y embellecimiento de las capillas (como los frescos de la Capilla de los señores de Cly). Se realizaron también algunas obras de orfebrería, se construyó en mármol un nuevo altar mayor (1758).
La intervención más importante fue la construcción de la nueva fachada neoclásica que quedó más adelantada con respecto al pórtico ( 1846-1848). De este período es también la construcción de la neogótica capilla del Rosario que implicó la demolición de una parte del claustro construido en la segunda mitad del siglo XV.

## Las obras de arte

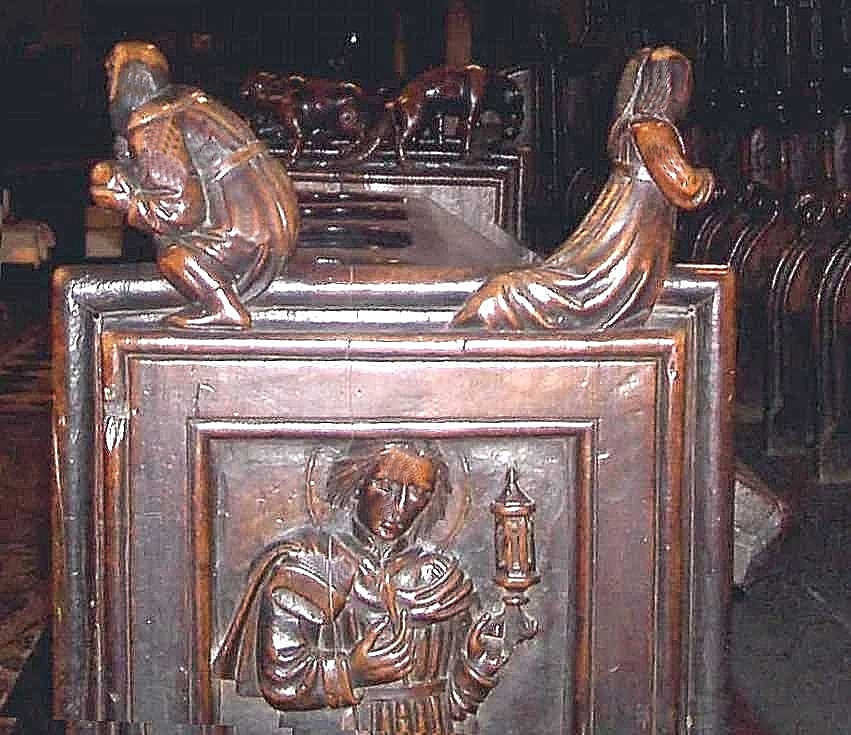
Catedral de Aosta, sillas del coro.

La catedral de Aosta custodia un patrimonio de obras artísticas de gran interés.
- Del período de la iglesia anselmiana quedan, como ya se ha mencionado, fragmentos de un ciclo de frescos del siglo XI que permiten imaginar cómo sería toda la nave completamente historiada con figuras de ángeles, escenas de la vida de san Eustaquio, representaciones de las Plagas de Egipto y la narración de algunas parábolas evangélicas.
- Entre la segunda mitad del siglo XI y la primera del XIV se realizaron los dos mosaicos del coro. El más antiguo, muestra en el centro de un círculo la figura de Cristo, Señor del tiempo, que rige al sol y a la luna, y está circundado por una representación iconográficamente sugestiva del ciclo de los meses. El segundo mosaico -igualmente sugestivo- muestra tondos que lo componen, figuras de animales fabulosos, de temáticas típicamente medievales.
- Suspendido del techo de la nave central hay un crucifijo de madera, obra de un escultor de área suizo-alemana realizada en el año 1397, de intensa dramaticidad por la mirada sufriente de Cristo y borbotón de sangre que le sale del costado.
- Los asientos colocados a los lados del coro fueron realizados en la segunda mitad del siglo XV por un taller de escultores en madera formado por Jean Vion de Samoëns y Jean de Chetro. En los dorsos de los asientos se representaron los doce apóstoles alternados con los profetas (que simboliza la continuidad entre el Antiguo y el Nuevo Testamento), cada uno sosteniendo un cartel con textos de las Escrituras. Los ornamentos de los brazos y de los apoyos para las manos y las misericordias (sostenes colocados en la parte externa de los asientos) representan figuras fantásticas o grotescas, típicas de la iconografía tardo-gótica.
- Los frescos que adornan el portal de la catedral, con las Historias de la Virgen fueron realizados en 1536 con un estilo influenciado por la escuela de Martino Spanzotti.
- El Museo del Tesoro de la Catedral custodia obras de notable interés, como dos fragmentos de vitrales del siglo XII, el relicario de San Grato, monumentos sepulcrales de Étienne Mossettaz (escultor activo en Aosta entre 1420 y 1460) y una rica colección de estatuas pintadas en madera, ejemplos de aquella cultura devocional que se ha llamado el gótico de los Alpes.